# Eriogonum ternatum
Eriogonum ternatum là một loài thực vật có hoa trong họ Rau răm. Loài này được Howell mô tả khoa học đầu tiên năm 1902.